# Тірперсдорф
Тірперсдорф (нім. Tirpersdorf) — громада в Німеччині, розташована в землі Саксонія. Входить до складу району Фогтланд.
Площа — 19,45 км2. Населення становить 1359 ос. (станом на 31 грудня 2020).